# Оле Нідал
Оле Нідал (19 березня 1941 , Копенгаген ), також відомий як Лама Оле — вчитель буддизму Діамантового Шляху. Передає вчення лінії Карма Каг'ю в адаптованому для європейців, відмінному від автентичної традиції вигляді. Карма Каг'ю є відгалуженням Каг'ю — однієї з чотирьох найбільших шкіл Ваджраяни, тибетского буддизму. З початку 1970-х років Оле Нідал подорожує, читаючи лекції, проводячи медитаційні курси та засновуючи буддійські центри.

## Навчання та зустріч із буддизмом
Оле Нідал виріс у Данії. Протягом 1960—1969 рр. навчався в університеті Копенгагена, а кілька семестрів — у Тюбінгені та Мюнхені в Німеччині. Спеціалізація: філософія, англійська та німецька мови.
1961 році знайомиться зі своєю майбутньою дружиною Ханною. У 1968 р. вони їдуть у весільну подорож до Непалу, де зустрічають свого першого буддійського вчителя Лопена Цечу Рінпоче — Ламу лінії Друкпа Каг'ю. Під час наступної мандрівки вони знайомляться з Шістнадцятим Кармапою Рангджунга Рігпе Дордже, головою лінії Карма Каг'ю, і стають його першими західними учнями.
Ставши близькими учнями Шістнадцятого Кармапи Оле та Ханна Нідал знайомляться з іншими вчителями Каг'ю — Калу Рінпоче, Кюнзігом Шамарпою, Джамгоном Конгтрулом Рінпоче, Сіту Рінпоче тощо. Вони також стають учнями Лопена Цечу Рінпоче та Кюнзіга Шамарпи.

## Центри Діамантового Шляху

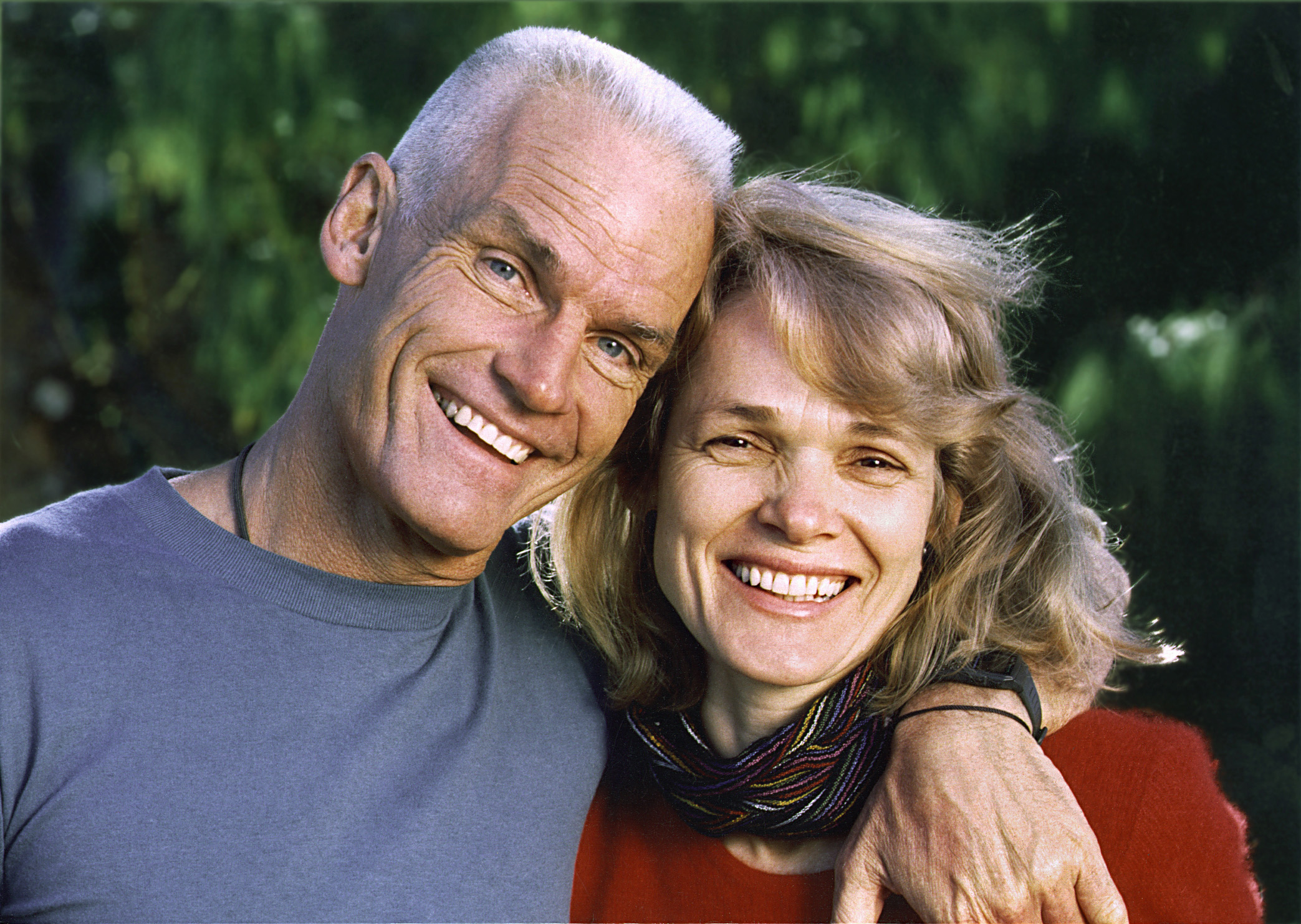
Оле Нідал та його дружина Ханна

Шістнадцятий Кармапа доручив Оле Нідалу засновувати центри Карма Каг'ю на Заході. Згідно з побажаннями своїх учителів, починаючи з 1973 року він подорожує і проводить лекції, неодноразово також відвідує Україну. Відтак заснований перший медитаційний центр у Копенгагені, який пізніше відвідує Чотирнадцятий Далай-лама Тензін Ґ'яцо.
650 центрів за 45 років, які заснував Оле Нідал, називаються Центрами Діамантового Шляху. Діамантовий Шлях — це варіант перекладу терміна Ваджраяна з санскриту.
Починаючи з 1970-х рр. Оле Нідал і його дружина Ханна заснували більше 500 медитаційних груп у Центральній та Західній Європі, Азії, Америці та Австралії. Оле Нідал переважно не читає лекції і не відкриває медитативні центри Алмазного шляху в країнах, де населення переважно сповідає Іслам, і в Африці. За його думкою, йому не вдалося би ефективно захищати своїх учнів в цих країнах у разі притиснень.
На сьогодні в Україні існує 15 центрів та медитаційних груп.

## Викладацька діяльність
Оле Нідал постійно подорожує різними країнами, навчаючи своїх учнів, а також тих, хто цікавиться буддизмом. Різноманітні курси, приміром, Махамудра, сприяють глибшому розумінню Буддизму Діамантового Шляху (Ваджраяни). Одним з найважливіших повчань є Пхова— медитація, яка готує до перенесення свідомості в момент смерті. Аянг Рінпоче, лама лінії Дрікунг Каг'ю, передав цю медитацію Оле Нідалу в 1972 році. Перший курс Пхови Оле Нідал провів у 1987 році.
Оле Нідал проводить курси Пхови, відмінної від тієї, яку одержав у Лами Аянга Рінпоче (традиційно практика Пхови сполучена з обітницею практикувати Пхову 2 рази на місяць і Цог Амітабхі або Міларепи 1 раз на рік, про що Оле Нідал не говорить). В 1983 році Аянг Рінпоче зайняв політичну позицію, відмінну від позиції Кюнзіга Шамарпи. Після цього Оле Нідал відмовився від лінії передачі Пхови, отриманої в Аянга Рінпоче. Після цього Оле Нідал одержав практику Пхова по лінії передачі школи Н'їнгма у Лами Кх'енце До Нгаг Лінгпа (Ділго Кх'енце Рінпоче). Традиційно практика Пхови дається за 7 днів, однак Оле Нидал дає Пхову в нетрадиційному, спрощеному варіанті, за 3 дні; а також без очисних мантр.

Усі учні Оле Нідала — миряни, які, переважно, представляють західну цивілізацію. На думку Оле Нідала, традиційна буддійська освіта зі складанням обітниці безшлюбності доречніша для життя в монастирі, аніж для способу життя в західному суспільстві. Так само більшість учнів Оле Нідала не здобувають традиційної буддійської освіти без прийняття обітниць безшлюбності (з прийняттям обітниць Пратімокши для мирян). Традиційна буддійська освіта для мирян Карма Каг'ю доступно в університеті КІБІ в Делі, Індія, під керівництвом кваліфікованих Лам Карма Каг'ю, а так само ЄС Кармапи XVII Тхаїе Дордже і Шаммара Рінпоче.
Під час своїх лекцій Оле Нідал також висловлюється щодо політичних та міжнародних подій, зокрема, на теми, яким, на його думку, не приділяють достатньо уваги. Деякі його вислови, що стосуються Ісламу, викликають достатньо різку реакцію в буддійському співтоваристві. Але Оле Нідал говорить, що така його позиція — це його особиста думка як досвідченої людини, що багато подорожує, і що вона не має прямого відношення до буддійського вчення. Оле Нідал пояснює, що він використовує критичні зауваження щодо ісламу також і як упайя для перевірки учнів на здатність до незалежного мислення.
Оле Нідал визнає Трінлея Тхає Дордже як леґітимного Сімнадцятого Кармапу.

## Книжки
Оле Нідал — автор кількох книжок про буддизм німецькою та англійською мовами (частково автобіографічних). Українською мовою було видано:
- Дійсність як вона є = Wie die Dinge sind. Eine zeitgemäße Einführung in die Lehre Buddhas. — 1-е вид. — Ужгород: Простір, 1997. — 120 с.